# Хлябово (Родниковский район)
Хлябово — село в Родниковском районе Ивановской области. Входит в состав Филисовского сельского поселения.

## География
Находится в центральной части Ивановской области на расстоянии приблизительно 18 км на юго-восток по прямой от районного центра города Родники.

## История
Село уже появилось на карте 1840 года. В 1872 году здесь (тогда Юрьевецкий уезд Костромской губернии) было учтено 22 двора, в 1907 году — 27. В 2002 году имело статус поселка.

## Население
Постоянное население составляло 118 человек (1872 год), 161 (1897), 161 (1907), 62 в 2002 году (русские 98 %), 27 в 2010.